# STS-125
STS-125(Space Transportation System-125)는 미국 항공우주국(NASA)의 우주왕복선(STS) 프로그램의 일환으로 이번 임무는 유일하게도 마지막으로 애틀랜티스 우주왕복선을 사용해 허블 우주 망원경을 수리한다.
이번 허블 우주 망원경을 수리하면 몇 년간은 계속 사용하지만 2018년에 제임스 웹 우주 망원경이 대체한다. 하지만 최대 2020년까지 수명이 연장될 예정이다.
2009년 5월 11일 18:01:56 UTC에 케네디 우주센터 LC-39A 발사대에서 발사되었다.
2009년 5월 19일 허블 우주 망원경 수리에 성공하였다. 수명은 5~10년 연장되었다.

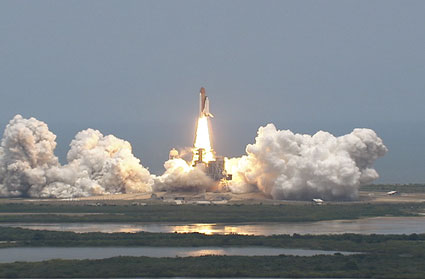
STS-125의 발사

## 같이 보기
- 우주왕복선 계획

### NASA
1. ↑  “STS-125 MCC Status Report #27”. NASA. 2009년 5월 24일. 2009년 5월 28일에 원본 문서에서 보존된 문서. 2009년 5월 26일에 확인함.
2. ↑  “STS-125 MCC Status Report #01”. NASA. 2009년 5월 11일. 2009년 5월 11일에 확인함.